# Susanna Maria von Sandrart
Pour les articles homonymes, voir von Sandrart.
Susanna Maria von Sandrart (ou Susanne Maria von Sandrart), née le 10 août 1658 à Nuremberg et morte le 20 décembre 1716 dans la même ville, est une dessinatrice et graveuse sur cuivre à Nuremberg. 

## Biographie

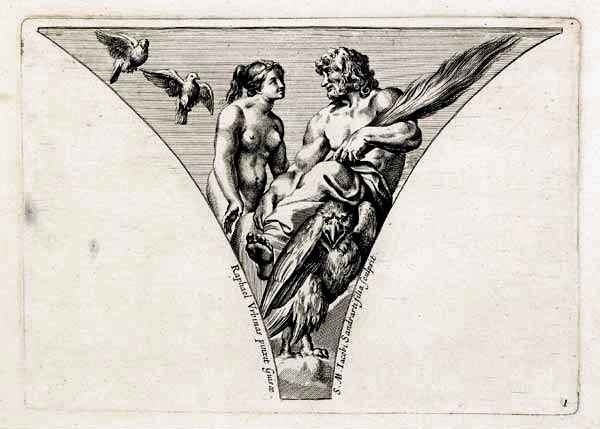
Cupidon et Psyché, Vignette, vers 1690.

Le père de Susanna, Jacob von Sandrart (1630-1708), dessinateur et graveur, épouse en 1654 à Ratisbonne Regina Christina Eimmart (1636-1708), dont on ne connaît aucune activité artistique, bien qu'elle soit elle aussi issue d'une famille de graveurs réputée. Le couple s'installe à Nuremberg en 1656, et en 1674, ils y obtiennent la citoyenneté. Tous deux ont neuf enfants au total, dont trois deviendront actifs en tant qu'artistes : Johann Jacob (né en 1655), Susanna Maria (née en 1658 comme troisième enfant) et Joachim (né en 1668). La maison familiale est située "Auf dem Neuen Bau", l'actuelle Maxplatz. Jacob von Sandrart y a également son atelier, vendant des livres et des gravures sur cuivre. La maison est également un lieu de rencontre temporaire pour l' Académie des peintres de Nuremberg, que Jacob cofonde en 1662 et qui est la plus ancienne académie des beaux-arts de l'espace germanophone[réf. souhaitée].
Susanna Maria von Sandrart naît le 10 août 1658 à Nuremberg. Seuls quelques détails sont connus sur la vie de Susanna en dehors de ses activités professionnelles et de l'environnement qui y est associé. Ces informations proviennent principalement de ce qu'on appelle le Folioband, une compilation de ses œuvres graphiques, à laquelle elle a ajouté quelques textes. Au sujet de son éducation et de sa formation, elle écrit dans la préface que sa mère lui a appris dès sa jeunesse à faire le ménage et d'autres activités similaires, mais qu'elle a fini par avoir envie de dessiner et qu'elle a commencé de son propre chef à « graver quelque chose sur le cuivre. Quand mon père a vu que j'avais un penchant naturel pour cet art, il m'a incité à faire plus, et m'a donné des gravures sur cuivre sous ses mains ; enfin aussi celles qu'il pouvait utiliser dans son entreprise d'art. ». Elle devient une artiste de reproduction reconnue, souvent louée par ses contemporains, et produit de nombreuses séries de gravures sur cuivre pour la maison d'édition familiale, ainsi que des illustrations pour d'autres publications à Nuremberg et ailleurs.
En 1683, elle épouse Johann Paul Auer, de vingt ans son aîné, peintre et membre de l'Académie de peinture de Nuremberg. Un fils meurt immédiatement après sa naissance en 1684, un deuxième en 1687 alors qu'il n'a qu'un an, puis son mari meurt après un court mariage. Dans le Folioband, elle décrit qu'après une vie de couple de seulement quatre ans et dix semaines, elle a heureusement pu soutenir son père et son frère dans leur travail et ainsi subvenir à ses besoins sans être un fardeau pour personne. Tout le travail contenu dans le livre a été fait de sa propre main, et la plus grande partie a été faite pendant son veuvage[réf. souhaitée].
Elle grave des portraits, des sujets religieux et des scènes de genre.
Susanna Maria von Sandrart meurt le 20 décembre 1716 dans sa ville natale.

## Développement professionnel

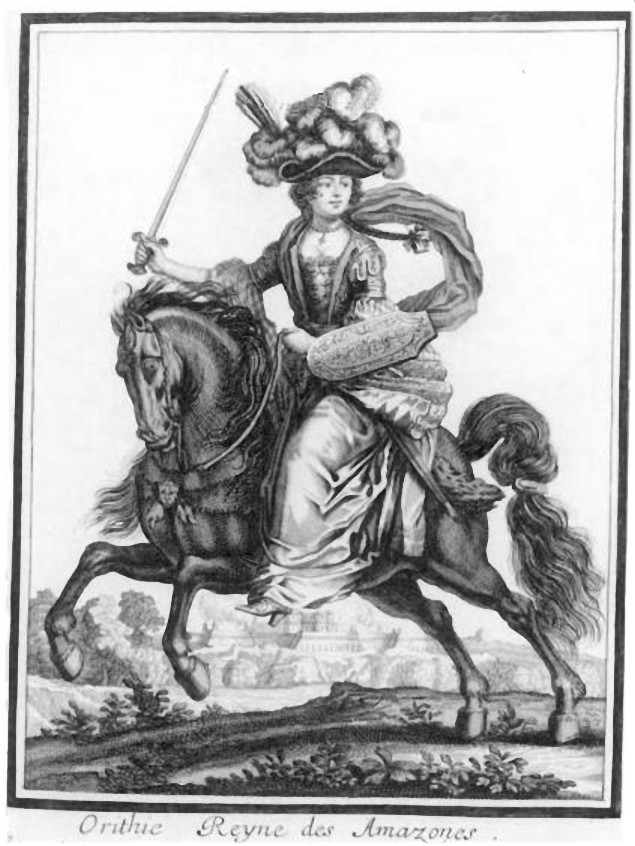
Représentation d'une Amazone, vers 1690.

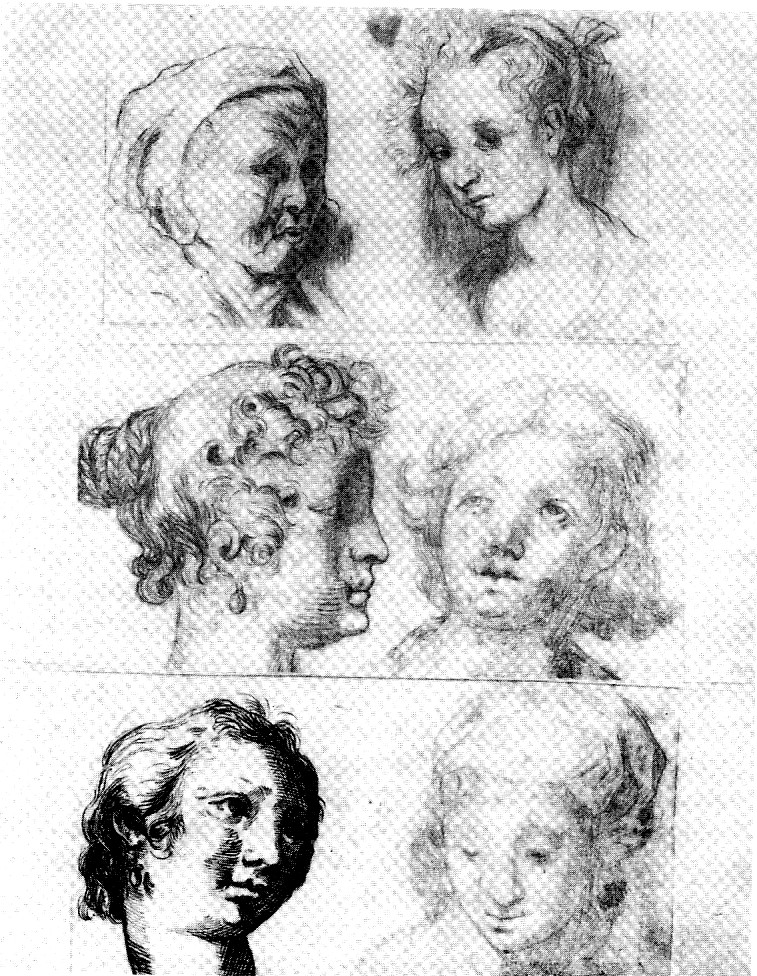
Études de tête selon les modèles existants, vers 1690.

L'évolution de Susanna Maria von Sandrart en tant que graphiste est essentiellement due au fait que de nombreuses personnes de son entourage étaient actives dans ce domaine ou dans des domaines similaires. Les artistes ne sont pas apparus ici de manière isolée, mais de nombreux membres de leur famille vivaient de la production et du commerce de l'art. Les mariages étaient souvent conclus avec des hommes ou des femmes exerçant des professions connexes. Avec Susanna et ses frères, la troisième génération de la famille était déjà active sur le plan artistique, à commencer par Joachim von Sandrart, le grand-oncle de Susanna, un important artiste et écrivain allemand du XVIIe siècle, qui a vécu et travaillé à Nuremberg pendant de nombreuses années. Tout cela a établi la réputation et l'influence de la famille et a soutenu Susanna dans son inclination et son ambition[réf. souhaitée].
Le caractère particulier des activités familiales — conception graphique, édition et vente de livres — se prêtait à l'implication directe de nombreux parents. Les étapes de travail dans la reproduction graphique, comme le traçage des originaux ou les étapes parfois simples de la technique d'impression ont également permis la coopération des adolescents, ce qui a de toute façon permis d'économiser des coûts et, dans les cas d'aptitudes et d'inclinations particulières, comme dans le cas de Susanna, a presque inévitablement conduit à des qualifications professionnelles plus élevées. Les conditions favorables comprenaient également le fait que les gravures et les illustrations de livres étaient toujours disponibles en grand nombre comme source d'inspiration et d'imitation[réf. souhaitée].
En dépit de conditions généralement favorables, l'éducation de Susanna s'est déroulée dans le respect de l'égalité des sexes. Elle a appris le dessin et les techniques de gravure exclusivement dans les ateliers de son père et de son grand-oncle. Contrairement à son frère Johann Jacob, qui n'était qu'un peu plus âgé, elle n'a pas pu voyager pour suivre une formation complémentaire ; on ne sait pas si elle a passé du temps en dehors de Nuremberg. L'offre d'enseignement dans les écoles et les académies lui est restée fermée en tant que femme. Même à l' académie de peinture dans la maison de ses parents, elle n'avait pas accès. Dans une publication, Joachim von Sandrart a souligné l'importance des études dans de telles académies pour les artistes en herbe, déclarant qu'elles étaient « la meilleure façon d'arriver à la science de l'anatomie externe, de la mesure et de la proportion de l'être humain de manière approfondie ». Dans les œuvres complètes de Susanna von Sandrart, on trouve également des exemples de toutes les étapes d'apprentissage qui faisaient partie du programme d'enseignement habituel de telles académies (dessins d'après des statues antiques, paysages, dessins de nus, etc. Elle avait ainsi reproduit une éducation qu'elle n'était pas autorisée à suivre elle-même.